# Buritizeiro
Buritizeiro é um município brasileiro do estado de Minas Gerais. Localizado na Mesorregião do Norte de Minas e na Microrregião de Pirapora.

## História
A história de Buritizeiro está relacionada com a criação e o desenvolvimento de Pirapora. Em 1909, um médico mineiro percorria o sertão de Minas Gerais para descobrir possíveis causas do mal do coração, que matava subitamente seus portadores. Suas andanças terminaram às margens do Rio São Francisco, onde hoje se localiza Buritizeiro.
Através da Lei 556, de 30 de agosto de 1911, é criado o município de São Gonçalo das Tabocas, e em 1912, a vila é elevada à condição de cidade, tornando-se rota de importantes correntes migratórias brasileiras.
Em 1920, inicia-se a montagem da ponte Marechal Hermes, com objetivo não alcançado de prolongar a estrada de ferro até Belém do Pará. A construção férrea não foi levada adiante, só retomada em 1922, unindo a então vila (Buritizeiro) ao já emancipado município de Pirapora e ao restante do Brasil. O novo acesso, mais fácil e direto à Pirapora, então centro dinâmico de aglomeração, determinou um novo sentido da ocupação urbana de Buritizeiro, no entorno da ponte.
Em 1923 foi alterada a denominação da cidade, que passou a chamar-se Pirapora. Em 1950 o município de Pirapora contava com os distritos de Buritizeiro, Guaicuí, Lassance e Várzea da Palma, e a população era de 30 mil habitantes.
Aos 20 de janeiro de 1957, foi fundado o Comitê Pró-melhoramento de Buritizeiro, onde posteriormente foi transformado em Comissão Pró-emancipação de Buritizeiro, sendo que ambos tinham como presidente Francisco Ribeiro da Cruz.
Entre 1950 e 1970, ocorreram modificações territoriais nos distritos e municípios. Em 1950, o município de Pirapora constituía cinco distritos: Pirapora (sede), Buritizeiro, Lassance, Guaicuí e Várzea da Palma, sendo que os últimos três foram desmembrados em 1953.
Em 30 de dezembro de 1962, foi criado através da lei n°2764 o município de Buritizeiro, que se tornou dividido em distritos e sub-distritos, destacando-se Cachoeira da Manteiga, Paredão de Minas, Cachoeira do Teobaldo, Lança e São Bento. O espaço urbano passa a concentrar-se apenas na cidade.
O nome da nova cidade se deve à abundância da palmeira buriti (Mauritia vinifera).
A posição de cidade portuária perdurou desde o início do século XX até por volta de 1960, quando a conexão ferroviária-fluvial, que ligava o centro de Minas Gerais ao Nordeste, cedeu lugar ao transporte rodoviário. Quanto à educação no local, destacou-se a atuação da Escola Caio Martins. Sua fundação se iniciou em 1951, quando o Coronel Manoel José de Almeida, ao estar de passagem pela região de Buritizeiro, descobriu um prédio tomado por um matagal e quase que abandonado. Assim, o coronel resolveu aproveitar o prédio para um núcleo da Escola Caio Martins, uma vez que tal instituição já existia na cidade de Esmeraldas. Após um trabalho de pesquisa e visitas de ex-alunos de outros núcleos, a escola foi inaugurada em 2 de janeiro de 1952, que atendia inicialmente aos filhos dos pescadores da cidade, menores abandonados e filhos de pais que não tinham condições de criá-los, sendo tais famílias provenientes de Pirapora, Buritizeiro e região.
No início de suas atividades, a Escola Caio Martins era subordinada a então Secretaria do Interior, sendo posteriormente transferida à Polícia Militar, onde quase perdeu sua finalidade de auxiliar aos menores carentes[8]. Depois, passou a ser de responsabilidade da Secretaria de Educação, situação que se permanece até os dias atuais.
Essa escola era considerada de grande valor para Buritizeiro, sendo ponto de referência para reuniões sociais, festejos (já que possuía salão de convenções), apresentações teatrais e reuniões políticas. Funcionava como centro de apoio para toda a comunidade, transportando doentes e gestantes, além de fornecer gratuitamente caixões, fabricados na própria serraria, para os falecidos.
A escola promovia manifestações teatrais e possuía um cinema para diversão dos internos e dos particulares. Existia também um Clube do Menor, onde jovens se reuniam aos domingos para se entrosarem com a comunidade. Com o apoio da sociedade buritizeirense, eram realizadas festas juninas e todos os festejos de época.
Em todo o período após a fundação da Escola Caio Martins, esteve presente a prática do Escotismo pelos menores internos (que moravam dentro das dependências) e externos, pois tal instituição recebeu o nome em homenagem a um escoteiro que faleceu na Serra da Canastra.
A Escola Caio Martins também incentivava os jovens a exercer práticas profissionalizantes, tais como alfaiataria, padaria, marcenaria, serralheria, mecânica e sapataria.
Devido à lei federal n° 4771 de 15 de setembro de 1965, que instituiu o novo código florestal e que proibiu o código desordenado de árvores do cerrado, o município, por se localizar em uma região onde predomina esse tipo de mata, possui diversas espécimes características.

## Geografia
A margem esquerda do São Francisco, tem geografia quase plana. O relevo do município mostra variações entre situações geológicas típicas do cerrado e de serras. Sua vegetação intercala campos de pastagens com pequenas matas naturais, compondo paisagens deslumbrantes.

## Localização
A localização geográfica, e no Norte Mineiro, na Zona Geográfica do Norte Mineiro e Alto Médio São Francisco, é propícia ao desenvolvimento dos diferentes ramos da atividade turística, devido a fatores históricos, e o circuito turístico Guimarães Rosa; e econômicos, devido a abundância do gás natural, que definem o imenso potencial dessa região.
O município de Buritizeiro, geograficamente está localizado no Norte de Minas Gerais e Alto Médio São Francisco, encontra-se em área de cerrado e integra o
conjunto dos municípios mineiros da RMNE – Região Mineira do Nordeste. De acordo com o Instituto Brasileiro de Geografia e Estatística/IBGE, é o 5º maior município em extensão do Estado, com 7 249 km². A população do município, segundo o IBGE é de 27.068 habitantes (2008). Situa-se às
margens do rio São Francisco e da rodovia BR-365, em um dos principais eixos
rodoviários no que diz respeito à logística de escoamento de produção agrícola
nacional. A malha rodoviária liga a região às maiores capitais do país, contando
também com a hidrovia do Rio São Francisco, Pirapora (MG), Juazeiro (BA), além da
Estrada de Ferro Central do Brasil.
O município é rico em recursos hídricos e confronta com os municípios de Ponto Chique, Santa Fé de Minas, Brasilândia de Minas, João Pinheiro, São Gonçalo
do Abaeté, Três Marias, Lassance, Várzea da Palma, Pirapora, Lagoa dos Patos e
Ibiaí. (BAGGIO, 2002). As principais fontes econômicas do município estão relacionadas à agricultura
e pecuária, todavia, com relevante destaque, cita-se o turismo em diferentes ramos da
atividade, devido a fatores históricos, pesca, e ao Circuito Turístico Guimarães Rosa.
O município está localizado à margem esquerda do rio São Francisco e conta
com mais de 300 km de sua extensão. A história de Buritizeiro está relacionada com a
criação e o desenvolvimento de Pirapora, localizada à margem direita.

## Sistema rodoviário
As principais rodovias que servem ao município são a BR-040 e a BR-365.

## Sistema ferroviário
A principal ferrovia que atravessa parte do município é o Ramal de Pirapora da antiga Estrada de Ferro Central do Brasil.
Ao atravessar o Rio São Francisco pela Ponte Marechal Hermes da Fonseca, a linha férrea, que originalmente tinha sido projetada como tronco da EFCB, ligaria o Rio de Janeiro a Belém do Pará. Porém o projeto não foi concretizado e a ferrovia limitou-se a cidade de Buritizeiro, configurando-se como um ramal. Embora possua relevada importância para a história do país, o trecho final do ramal encontra-se desativado há anos no município.

## Turismo
Buritizeiro também é conhecida por suas cachoeiras, sendo que dentre elas se destacam:
- Cachoeira Grande: localizada na Fazenda Santa Cruz
- Cachoeira do Córrego da Areia: localizada na Fazenda dos Cristais
- Cachoeira das Andorinhas
- Cachoeira do Riacho Doce: localizada na Fazenda dos Cristais
- Cachoeira do Córrego do Gentil

Entre as cidades de Buritizeiro e Pirapora, as águas do Rio São Francisco passam uma série de corredeiras que se estendem por cerca de 600 metros a partir da Ponte Marechal Hermes. Além da beleza proporcionada pelas quedas d'água, as corredeiras oferecem boas condições para a pesca, por sua vez sendo realizada desde a época dos índios Cariris e que permanece até os dias atuais. É desenvolvido em Buritizeiro um projeto que cria produtos derivados apenas de frutos da região. Dentre esses produtos, fabricam-se doces, geléias, licores, artesanato em geral, etc.
Buritizeiro também chama a atenção pela variedade de espécies de árvores frutíferas (características do clima quente e árido da região), que produzem frutos em abundância, tais como o pequi, o umbu, o caju. Essa quantidade de árvores é decorrente da publicação da lei federal n° 4771, de 15 de setembro de 1965, que institui o novo código florestal e que proíbe o corte desordenado de árvores do cerrado. Assim, a cidade, construída sobre uma região com esse tipo de mata, não pode derrubar significativa parte das árvores.
Existe também um sítio arqueológico, o Sítio Caixa d'água, na Rua Manuel Conceição de Melo, situado à margem esquerda do Rio São Francisco. Foi identificado em 1975 por uma equipe do IAB (Instituto de Arqueologia Brasileira). No entanto, nessa época não houve comunicação da existência do local ao município. Em 1987, devido à execução de trabalhos de terraplanagem para edificação de uma estação do Serviço Municipal de Abastecimento de Água (SAAE), foi descoberto um abundante material arqueológico por dois moradores da região, Ilídio Rocha e José Carlos Rocha. Para protegê-lo, foi solicitado pelo IPHAN o embargo da obra, o que suspendeu os trabalhos por determinação do então prefeito da cidade Francisco Alves Moreira e do responsável pela obra Nilo M.C. Siqueira. Também foi realizada uma operação de salvamento e resgate pelo Setor de Arqueologia da Universidade Federal de Minas Gerais, através do seu responsável André Prous, que por sua vez enviou dois arqueólogos para uma avaliação do sítio: Maria Elisa Castelhanos Sola e Márcio Alonso, em cooperação com o trabalho do geólogo Wilsred Brandt e de representantes da Prefeitura de Buritizeiro.

## Hidrografia

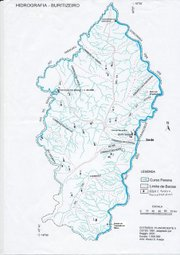
Hidrografia

O município está localizado à margem esquerda do rio São Francisco e conta com mais de 300 quilômetros de sua extensão.